# Corlăteni (Botoșani)
Corlăteni es una comuna rumana del condado de Botoșani.

## Geografía
La comuna está ubicada en la Moldavia rumana.

## Historia
Hacia finales del siglo XIX, la comuna, que por entonces pertenecía al antiguo distrito de Dorohoi, tenía contabilizada una población de 1632 habitantes y estaba compuesta por las localidades de Carasa, Corlăteni (la capital), Davidoaia, Miclăușeni, Miclăușeni-Duber y Vlădeni.
En la segunda mitad del siglo XX la comuna, que había pasado a formar parte del condado de Botoșani, estaba compuesta por las localidades de Corlăteni, Carasa, Podeni y Vlădeni. En el censo de 2021 la comuna tenía una población de 1736 habitantes.